# Giandomenico Tiepolo
Giandomenico Tiepolo či Giovanni Domenico Tiepolo (30. srpna 1727, Zianigo, dnes součást města Mirano – 3. března 1804, Benátky) byl italský rokokový malíř a grafik.

## Biografie
Pocházel z malířské rodiny, jeho otec byl slavný Giovanni Battista Tiepolo, mladší bratr Lorenzo Tiepolo se stal rovněž grafikem. Učil se u svého otce a pomáhal mu, jeho prvním zcela samostatným dílem je Křížová cesta, 14 drobných pláten z roku 1747 pro oratorium v San Polo. Svůj styl a své vlastní téma nalezl v líčení scén z každodenního života, maloval rovněž hodně náboženských obrazů. Po smrti svého otce v Madridu se koncem roku 1770 vrátil do Benátek, kde zůstal až do konce života.

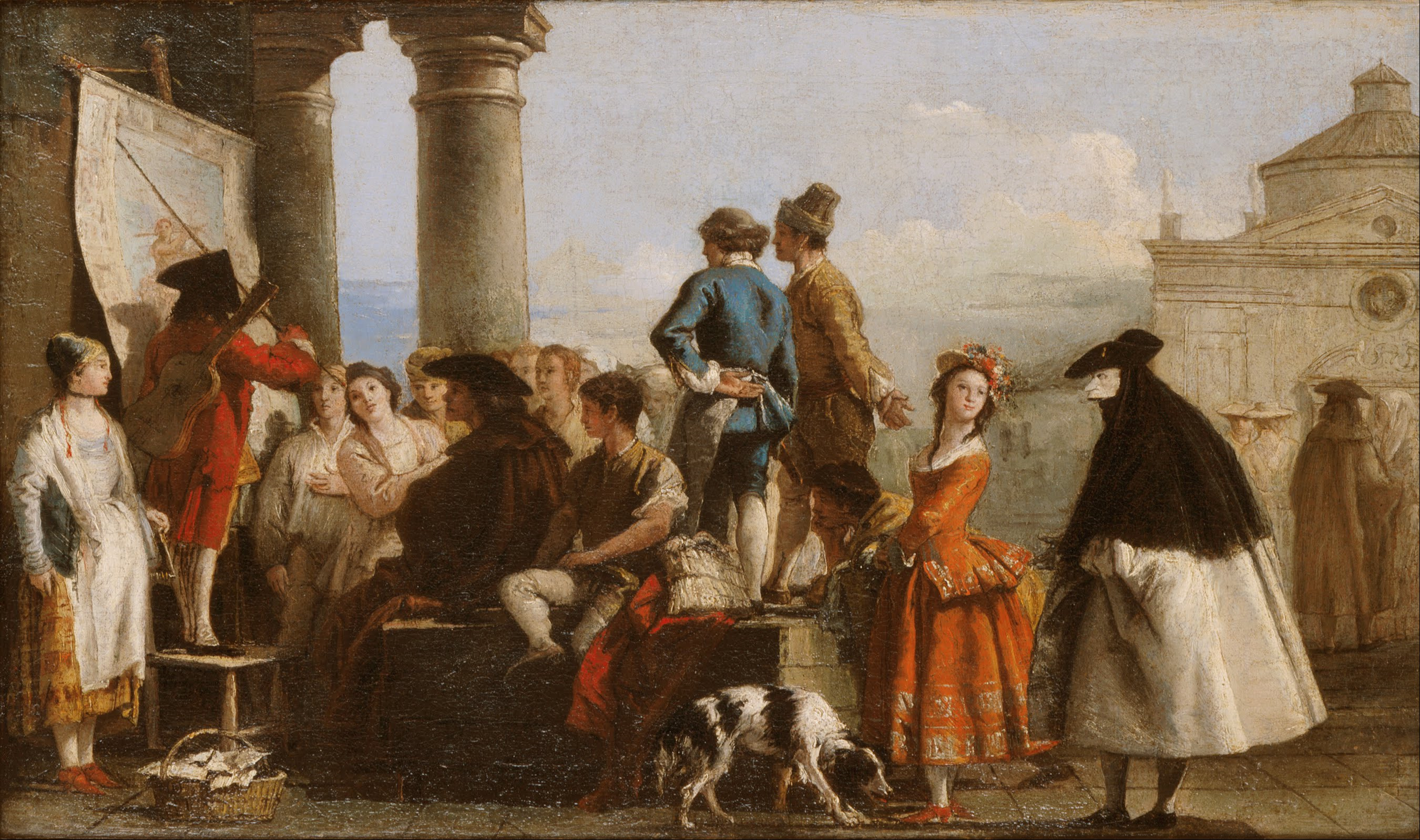
Giandomenico Tiepolo: Vyprávěč

## Fotogalerie

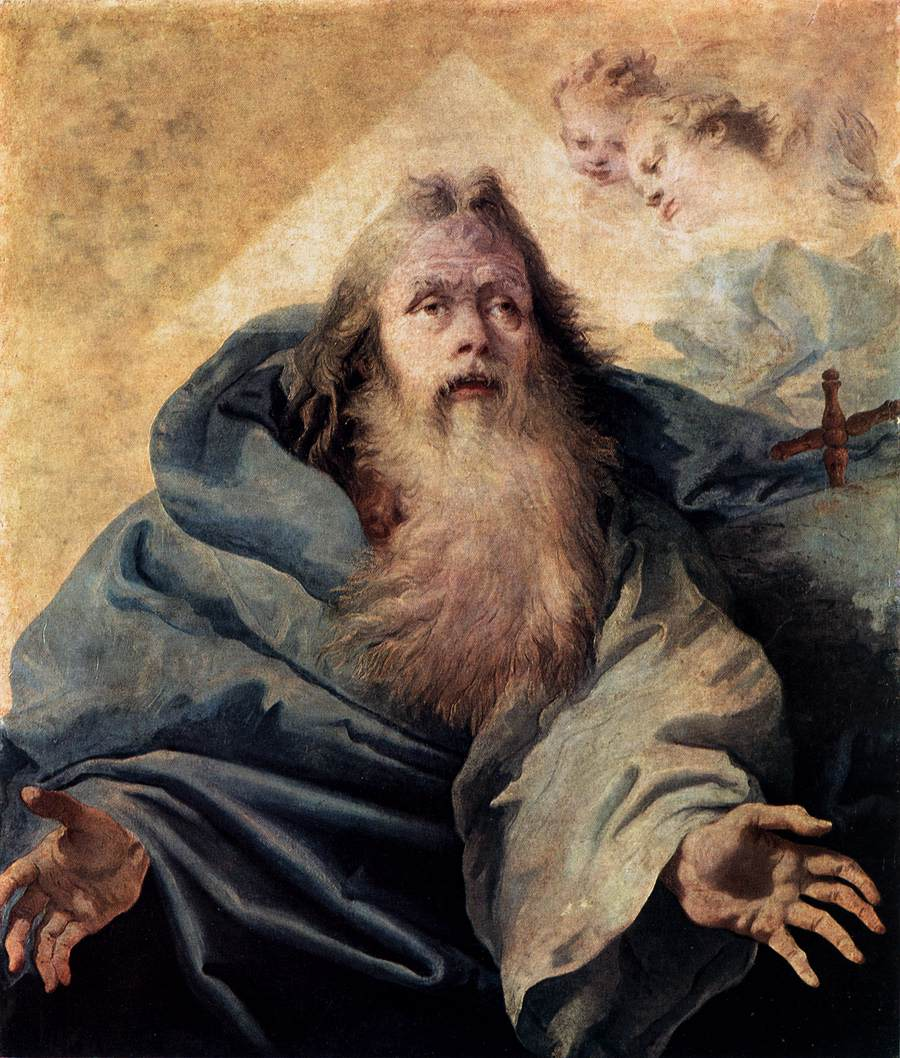
Bůh Otec
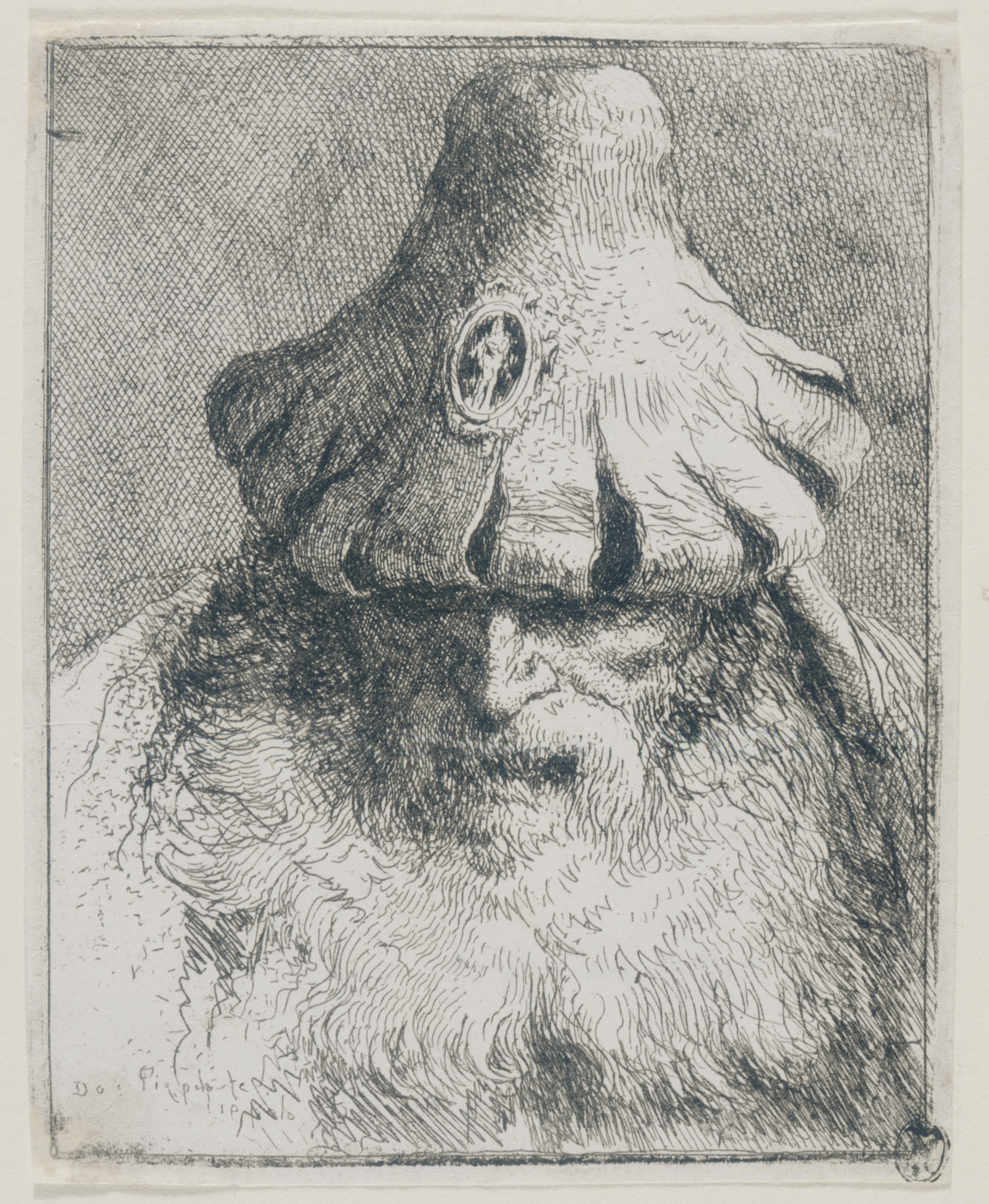
Giandomenico Tiepolo: Stařec v kuželovitém klobouku
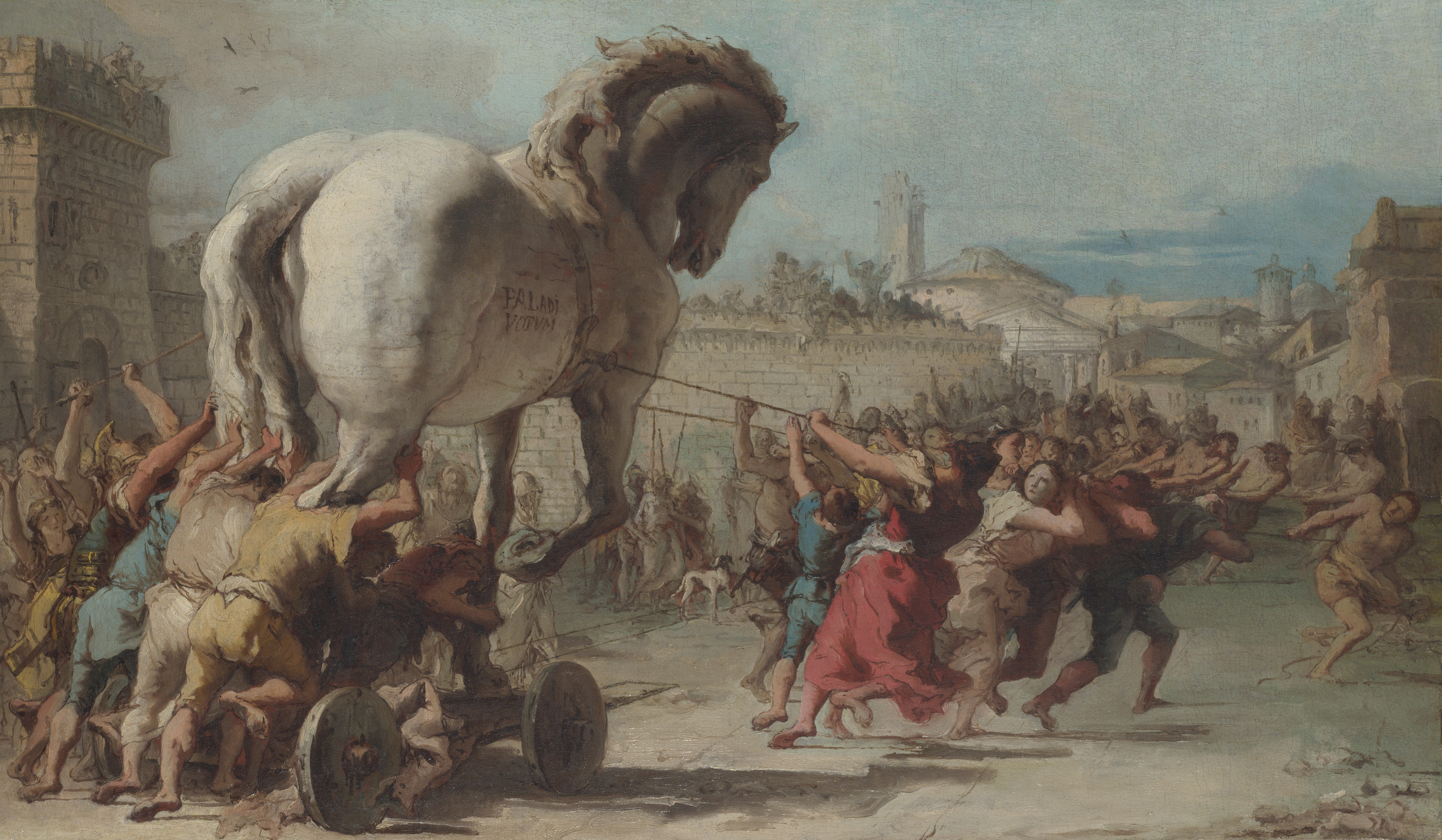
Obraz znázorňující Trojského koně v Tróji
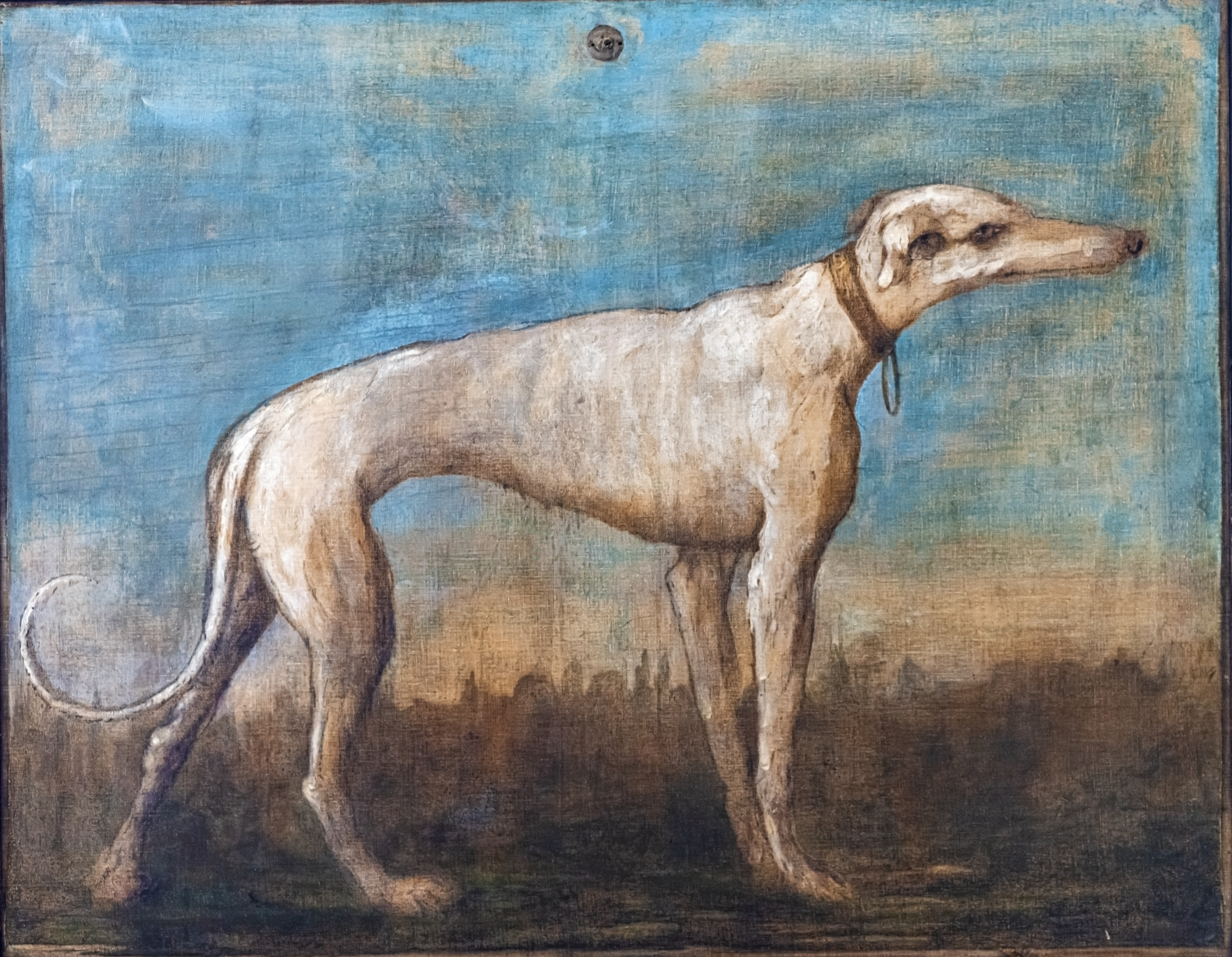
Greyhound, obraz znázorňující psa